# Ministero dell'interno (Spagna)
Il Ministero dell'interno (in spagnolo: Ministerio del Interior – MIR) è un dipartimento del governo spagnolo. È responsabile della gestione della sicurezza dei cittadini (forze e organi di sicurezza dello Stato, istituti penitenziari, protezione civile, sicurezza stradale, ecc.), Garantisce l'esercizio dei diritti fondamentali stabiliti dalla Costituzione e garantisce il corretto funzionamento dei processi elettorali. Il suo attuale ministro è Fernando Grande-Marlaska.
La Spagna spende 21.828 milioni di euro all'anno in materia di sicurezza e ordine pubblico, pari al 2% del PIL.

## Storia
Il ministero è stato creato con il primo governo di José María Aznar (1996), in quanto divisione dell'ex Ministero della giustizia e degli interni, recuperando così il nome che aveva dal 1977 al 1994. All'inizio del secondo mandato di Aznar (2000), la struttura del Ministero è stata modificata "per affrontare il crescente fenomeno nel paese dell'immigrazione". Durante i governi Zapatero (2004-2011), il Ministero è stato riformato quattro volte (2004, 2006, 2007 e 2008). L'ultima modifica della struttura del ministero è stata fatta da Mariano Rajoy quando è salito al governo (2012).

## Funzioni
Il ministero dell'interno è responsabile per:
- La preparazione e l'esecuzione della politica del Governo in relazione all'amministrazione generale della sicurezza dei cittadini.
- La promozione delle condizioni per l'esercizio dei diritti fondamentali, in particolare in relazione alla libertà personale e alla sicurezza, nei termini stabiliti dalla Costituzione spagnola e nelle leggi che la sviluppano.
- Il comando superiore, la direzione e il coordinamento delle forze e degli organi della sicurezza dello Stato.
- Il controllo delle aziende e del personale di sicurezza privato.
- L'esercizio dei poteri che, nell'ambito della polizia, gli attribuisce la legislazione efficace in materia di persone straniere.
- L'asilo, il rifugio, il regime degli apolidi e la protezione degli sfollati.
- L'amministrazione e il regime delle istituzioni penitenziarie.[3]
- Lo svolgimento delle azioni necessarie per lo sviluppo dei processi elettorali.
- L'esercizio di poteri legalmente attribuiti sulla protezione civile.
- L'amministrazione generale della polizia stradale e la sicurezza stradale.

Il ministro degli Interni, in qualità di capo del dipartimento, è responsabile per:
- L'iniziativa, la pianificazione, la direzione e l'ispezione di tutti i servizi di ministero.
- Il comando superiore delle forze e degli organi della sicurezza dello Stato.
- Le funzioni che li vengono attribuite da altre leggi o norme speciali.

Nello svolgimento delle sue funzioni, il Ministero dell'Interno è responsabile della pubblicazione periodica delle segnalazioni di reato.

## Struttura
Il Ministero dell'interno è organizzato nei seguenti organismi:
- La Segreteria di Stato per la sicurezza
  - La Direzione generale della Polizia.
  - La Direzione generale della Guardia civile.
  - La Direzione generale per le relazioni internazionali e l'immigrazione.
  - La Segreteria generale per le istituzioni penitenziarie.
    - Direzione generale per l'applicazione penale e il reintegro sociale.
- Il Sottosegretariato degli interni
  - La  Segreteria generale tecnica.
  - La Direzione generale per la politica interna.
  - La Direzione generale del traffico.
  - La Direzione generale per la protezione civile e le emergenze.
  - La Direzione generale per il sostegno alle vittime del terrorismo.

## Elenco dei ministri dell'interno
| Legislatura              | Inizio           | Fine             | Ministro                                   | Partito  |
| ------------------------ | ---------------- | ---------------- | ------------------------------------------ | -------- |
| Constituente (1977-1979) | 4 luglio 1977    | 5 aprile 1979    | Rodolfo Martín Villa                       | UCD      |
| I (1979-1982)            | 5 aprile 1979    | 2 maggio 1982    | Antonio Ibáñez Freire                      | militare |
| I (1979-1982)            | 2 maggio 1982    | 2 dicembre 1982  | Juan José Rosón Pérez                      | UCD      |
| II (1982-1986)           | 2 dicembre 1982  | 25 luglio 1986   | José Barrionuevo Peña                      | PSOE     |
| III (1986-1989)          | 25 luglio 1986   | 11 luglio 1988   | José Barrionuevo Peña                      | PSOE     |
| III (1986-1989)          | 11 luglio 1988   | 6 dicembre 1989  | José Luis Corcuera                         | PSOE     |
| IV (1989-1993)           | 6 dicembre 1989  | 13 luglio 1993   | José Luis Corcuera                         | PSOE     |
| V (1993-1996)            | 13 luglio 1993   | 24 novembre 1993 | José Luis Corcuera                         | PSOE     |
| V (1993-1996)            | 24 novembre 1993 | 5 maggio 1994    | Antoni Asunción                            | PSOE     |
| V (1993-1996)            | 5 maggio 1994    | 4 maggio 1996    | Juan Alberto Belloch (Giustizia e Interno) | PSOE     |
| VI (1996-2000)           | 4 maggio 1996    | 27 aprile 2000   | Jaime Mayor Oreja                          | PP       |
| VII (2000-2004)          | 27 aprile 2000   | 27 febbraio 2001 | Jaime Mayor Oreja                          | PP       |
| VII (2000-2004)          | 27 febbraio 2001 | 9 luglio 2002    | Mariano Rajoy Brey                         | PP       |
| VII (2000-2004)          | 9 luglio 2002    | 17 aprile 2004   | Ángel Acebes Paniagua                      | PP       |
| VIII (2004-2008)         | 17 aprile 2004   | 11 aprile 2006   | José Antonio Alonso                        | PSOE     |
| VIII (2004-2008)         | 11 aprile 2006   | 14 aprile 2008   | Alfredo Pérez Rubalcaba                    | PSOE     |
| IX (2008-2011)           | 14 aprile 2008   | 11 luglio 2011   | Alfredo Pérez Rubalcaba                    | PSOE     |
| IX (2008-2011)           | 11 luglio 2011   | 22 dicembre 2011 | Antonio Camacho Vizcaíno                   | PSOE     |
| X (2011-2015)            | 22 dicembre 2011 | 21 dicembre 2015 | Jorge Fernández Díaz                       | PP       |
| XI (2015-2016)           | 22 dicembre 2015 | 3 novembre 2016  | Jorge Fernández Díaz                       | PP       |
| XII (2016-)              | 4 novembre 2016  | 7 giugno 2018    | Juan Ignacio Zoido                         | PP       |
| XII (2016-)              | 7 giugno 2018    | in carica        | Fernando Grande-Marlaska                   | PSOE     |